# إيما تينانت
إيما تينانت (بالإنجليزية: Emma Tennant)‏ (20 أكتوبر 1937 - 20 يناير 2017)؛ صحفية وروائية بريطانية.

## روابط خارجية
- إيما تينانت على موقع IMDb (الإنجليزية)